# 帕尔森特
帕尔森特，是西班牙巴伦西亚自治区阿利坎特省的一个市镇。总面积12km2，总人口798人（2001年），人口密度67人/km2。